# Manicure
Manicure — российская постпанк-группа, образованная в Москве в 2007 году.

## История
В 2006 году Евгений Новиков (в то время участник группы Remoteband) познакомился с сестрами Анной и Полиной Бутузовыми (дочери басиста Crossroadz), ранее игравшими в Dairy High. Они записали несколько песен и обратились за помощью к участнику Punk TV Владимиру Комарову, который стал их саунд-продюсером. В ноябре 2007 года группа Manicure записала дебютный мини-альбом Another Girl и опубликовала свои записи на Myspace, благодаря чему получили известность в интернете. В то же время к ним присоединился Жора Кушнаренко в качестве бас-гитариста.
В 2008 году Manicure сыграли первые концерты (среди которых выступления на одной сцене с Neils Children и Electricity in Our Homes, а также Glass Candy и Late of the Pier) и записали дебютный альбом Manicure, релиз которого
состоялся 1 марта 2009 года.
На втором альбоме Grow Up, который вышел в 2011, Manicure стали шире использовать синтезаторы, саунд-продюсером
альбома выступил фронтмен Manicure Евгений Новиков. Группа выступила на одной сцене с Interpol и «Мумий Тролль», сыграла на ряде крупных фестивалей («Пикник Афиши», Strelka Sound и др.)
19 марта 2014 года вышел первый сингл «Снег» с нового альбома «Восход».

## Состав
- Евгений Новиков — вокал, гитара, ударные
- Полина Новикова — гитара, бас-гитара
- Никита Голышев — драм-машины, клавишные, программирование

Бывшие участники
- Анна Бутузова
- Жора Кушнаренко
- Ильдар Иксанов
- Анна Захарова

## Дискография
- 2007 — Another Girl (мини-альбом)
- 2009 — Manicure
- 2011 — Grow Up
- 2014 — Восход
- 2021 –  Моя вечная весна[2]